# تاکاشی کوراموتو
تاکاشی کوراموتو (انگلیسی: Takashi Kuramoto؛ زادهٔ ۸ اوت ۱۹۸۴) بازیکن فوتبال اهل ژاپن است.